# Ángel Santiesteban Prats
Ángel Santiesteban Prats (geboren 2. August 1966 in Havanna) ist ein kubanischer Schriftsteller.

## Leben
Ángel Santiesteban galt dem kubanischen kommunistischen Regime als literarische Hoffnung und wurde daher gefördert. Auf Druck des Regimes unterwarf er sich in den 1990er Jahren zeitweise der geforderten Selbstzensur. Als er in seinem Blog Los hijos que nadie quiso Kritik am Regime äußerte, wurde ihm 2007 ein Publikationsverbot auferlegt.
Im Dezember 2012 wurde Santiesteban zu fünf Jahren Gefängnis wegen „Hausfriedensbruchs und Angriffs“ verurteilt. Er wurde auf Druck des Writers in Prison Committee (WiPC) des PEN International im Juli 2015 bedingt aus der Haft entlassen.

## Werke (Auswahl)
- Sueño de un día de verano. Havanna : Ediciones Unión, 1998
- Los hijos que nadie quiso. Havanna : Editorial Letras Cubanas, S.S.A.G.) 2001
- Dichosos los que lloran. Havanna : Fondo Editorial Casa de las Américas, 2006
- El verano en que Dios dormía. Miami : Neo Club Ediciones, 2014?
- Wölfe in der Nacht. 16 Geschichten aus Kuba. Übersetzung Thomas Brovot. Nachwort Abilio Estévez. S. Fischer, Frankfurt am Main 2017. Gewidmet Michi Strausfeld. – Platz 1 auf der Weltempfänger litprom-Bestenliste Frühling 2018[3]
- Stadt aus Sand – 13 Storys aus Kuba. Übersetzung Thomas Brovot, Büchergilde Gutenberg (2022), ISBN 978-3-7632-7367-6.[4]